# Fotografický papír

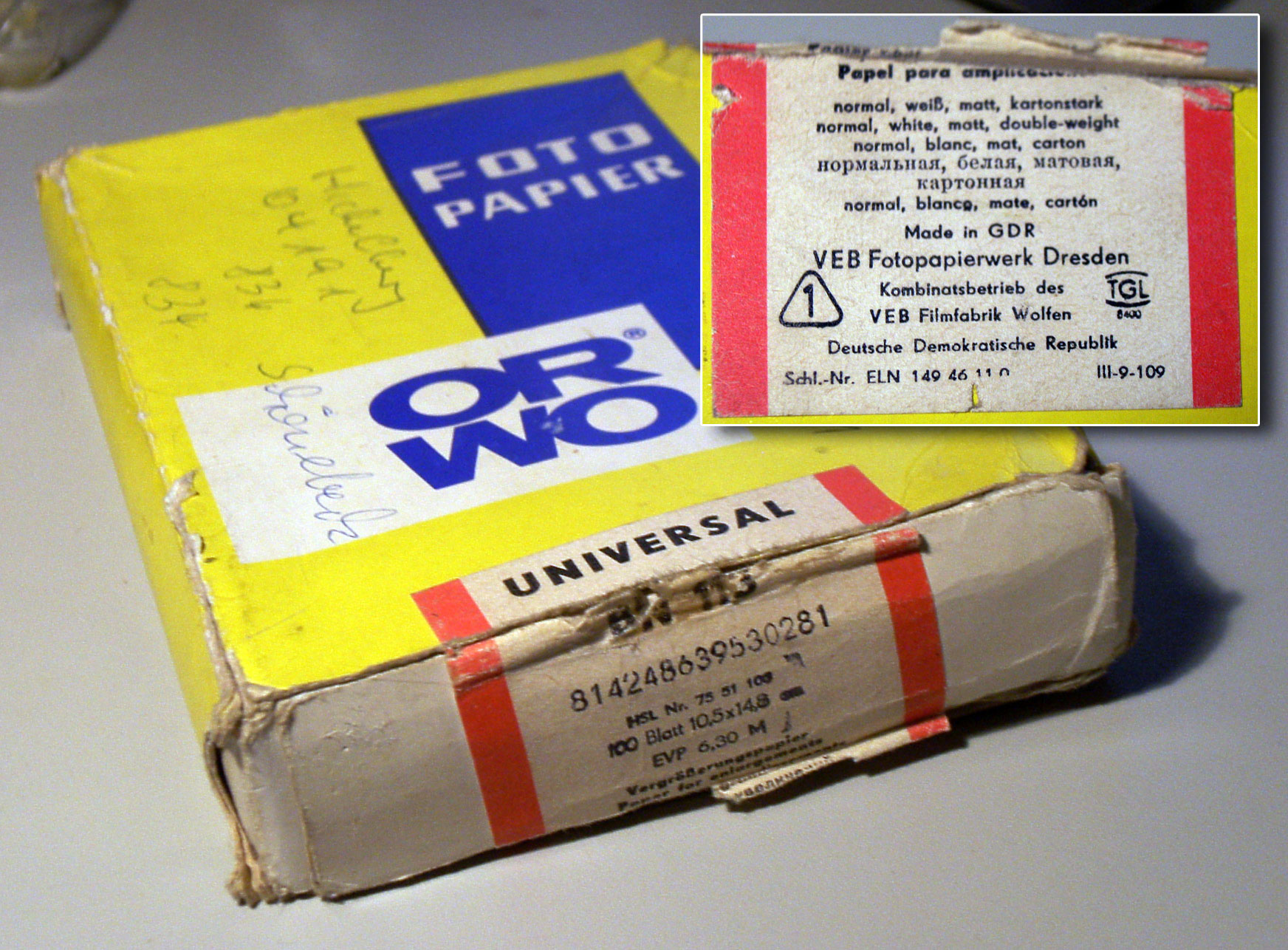
Starší balení fotografických papírů značky ORWO, normální bílý, matný, karton

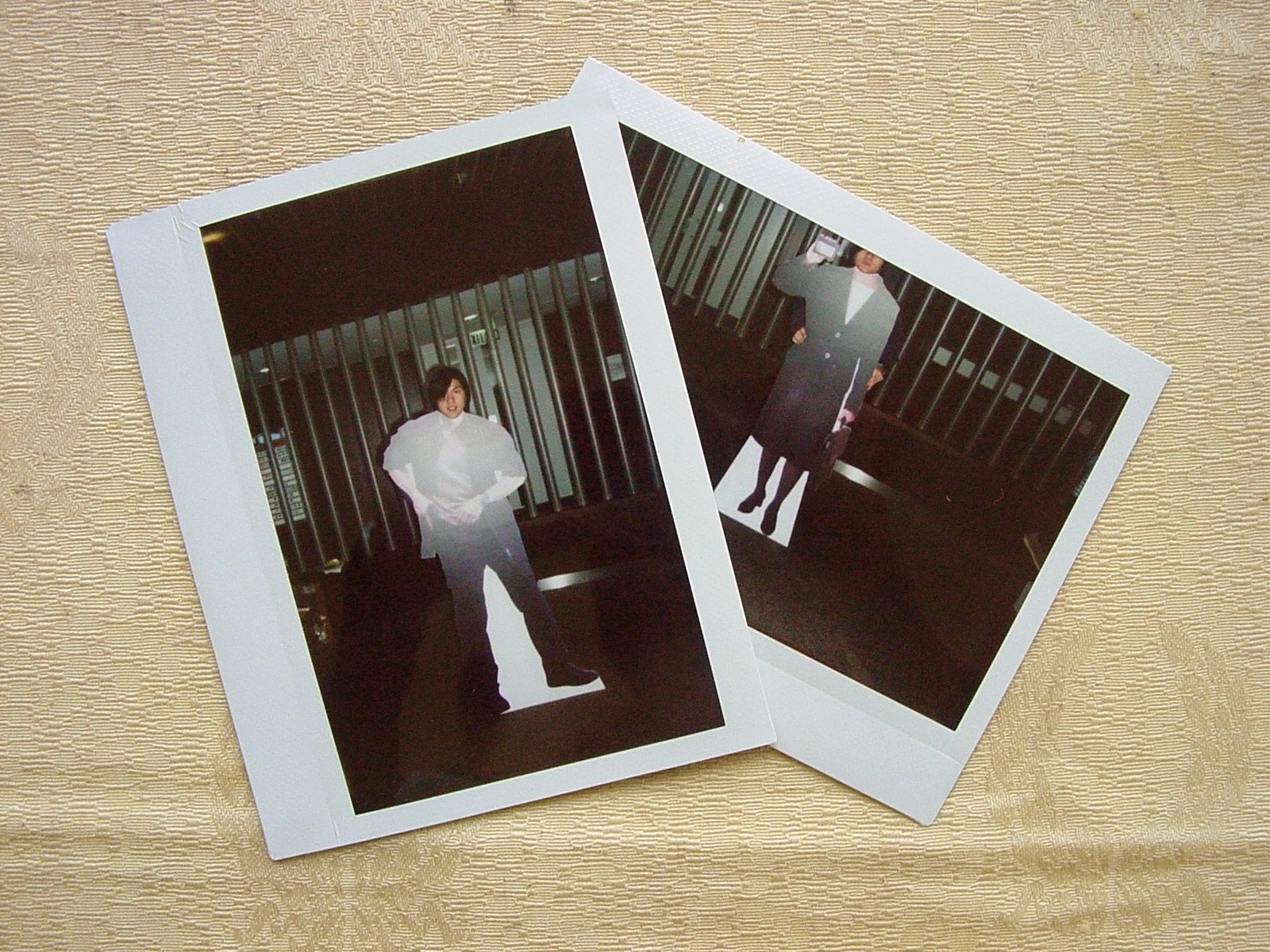
Dvě fotografie na instantním filmu

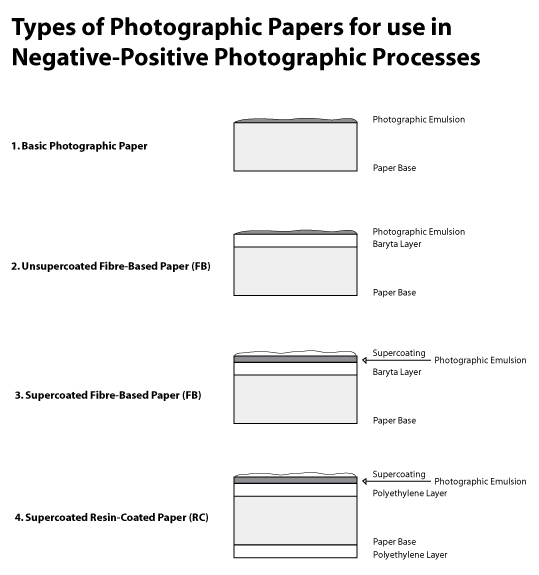
Typy fotografických papírů; jednotlivé vrstvy

Fotografický papír (též fotopapír) je papír potažený fotocitlivou vrstvou a určený k výrobě fotografických snímků.
Fotografický papír se kontrolovaně exponuje světlu, buď přiložením negativu přímo na papír (vznikne kontaktní snímek), anebo s použitím zvětšovacího přístroje (vznikne zvětšenina), případně ve speciálním fotoaparátu (vznikne negativní snímek), osvětlováním pomocí modulovaného zdroje světla či osvětlením přes naaranžované předměty (vznikne fotogram). Osvětlením vznikne v citlivé vrstvě latentní (skrytý) obraz, který se následně vyvolá do podoby viditelného obrazu.

## Historie
Účinky světla na tmavnutí připraveného papíru byly objeveny M. Charlesem v roce 1800 nebo Thomasem Wedgwoodem v roce 1802.
Fotografické papíry se používají od počátku negativně-pozitivního fotografického procesu, rozvoj a popularitu mu přinesl William Fox Talbot (Velká Británie, 1841 - kalotypie). Tradiční fotografické prapíry se dodnes běžně prodávají.
- 1856 – 13. května A. Parkes patentoval citlivé desky a filmy pro přímé zhotovení pozitivů.[2]
- 1878 - 14. května O. Sarony a J. R. Johnson patentovali stroj na výrobu citlivých papírů s želatinovou vrstvou.[2][3]
- 1910 – 10. května G. E. Leighton a Ch. Babrock patentovali papír se šťavelanem železitým a stříbrnou solí.[2]

V jižní Itálii patentoval fotocitlivý papír Roberto Rive.

## Druhy fotografických papírů
Fotografické papíry se dělí do tří hlavních kategorií:
- Papíry pro negativně-pozitivní procesy. Sem patří všechny běžné černobílé a chromogenní barevné papíry.
- Papíry pro pozitivně-pozitivní procesy, kde je papír současně i „filmem“ (exponuje se přímo na něj – např. proces Polaroid – instantní film).
- Papíry pro pozitivně-pozitivní procesy, kdy se pozitivní snímek získá z filmu (např. proces Ilfochrome).

Všechny fotografické papíry se skládají z fotocitlivé emulze, která obsahuje halogenidy stříbra rozptýlené v koloidním materiálu (například želatině), a z papíru obyčejného, barytovaného či laminovaného nebo plastové podložky.
U černobílých papírů se emulze připravuje s citlivostí na modré a zelené světlo, ovšem na dlouhovlnné světlo (nad 600 nm) má citlivost malou, takže lze pracovat pod červeným či oranžovým (někdy též žlutohnědým až žlutozeleným) světlem.
U chromogenních barevných papíru jsou jednotlivé vrstvy citlivé na červené, zelené a modré světlo a tvoří při vyvolání azurové, purpurové a žluté barvivo.

## Galerie

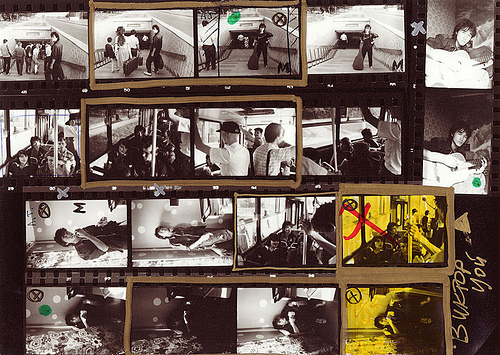
Kontaktní kopie kinofilmu Igora Muchina
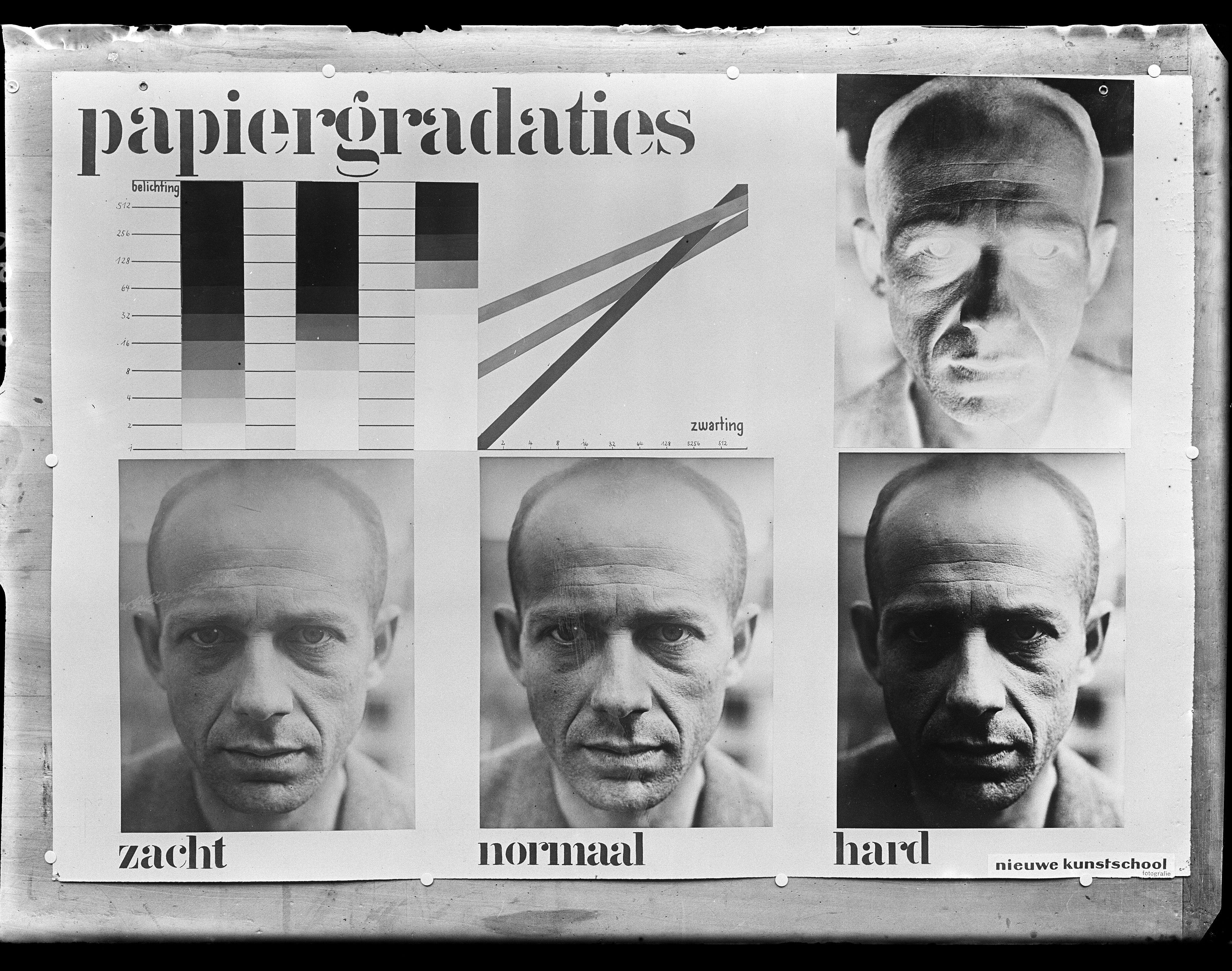
Paul Guermonprez: Zkoušky papíru různé gradace, měkký, normální, tvrdý kontrast